# Otradnyj (obwód rostowski)
Otradnyj (ros. Отрадный) – osiedle w Rosji, w obwodzie rostowskim, w rejonie bagajewskim. W 2010 liczyło 1395 mieszkańców.